# خربه غازی
خربه غازی (به عربی: خربة غازی) یک منطقهٔ مسکونی در سوریه است که در استان حمص واقع شده‌است. خربه غازی ۳٬۰۵۶ نفر جمعیت دارد.